# Signal Hill

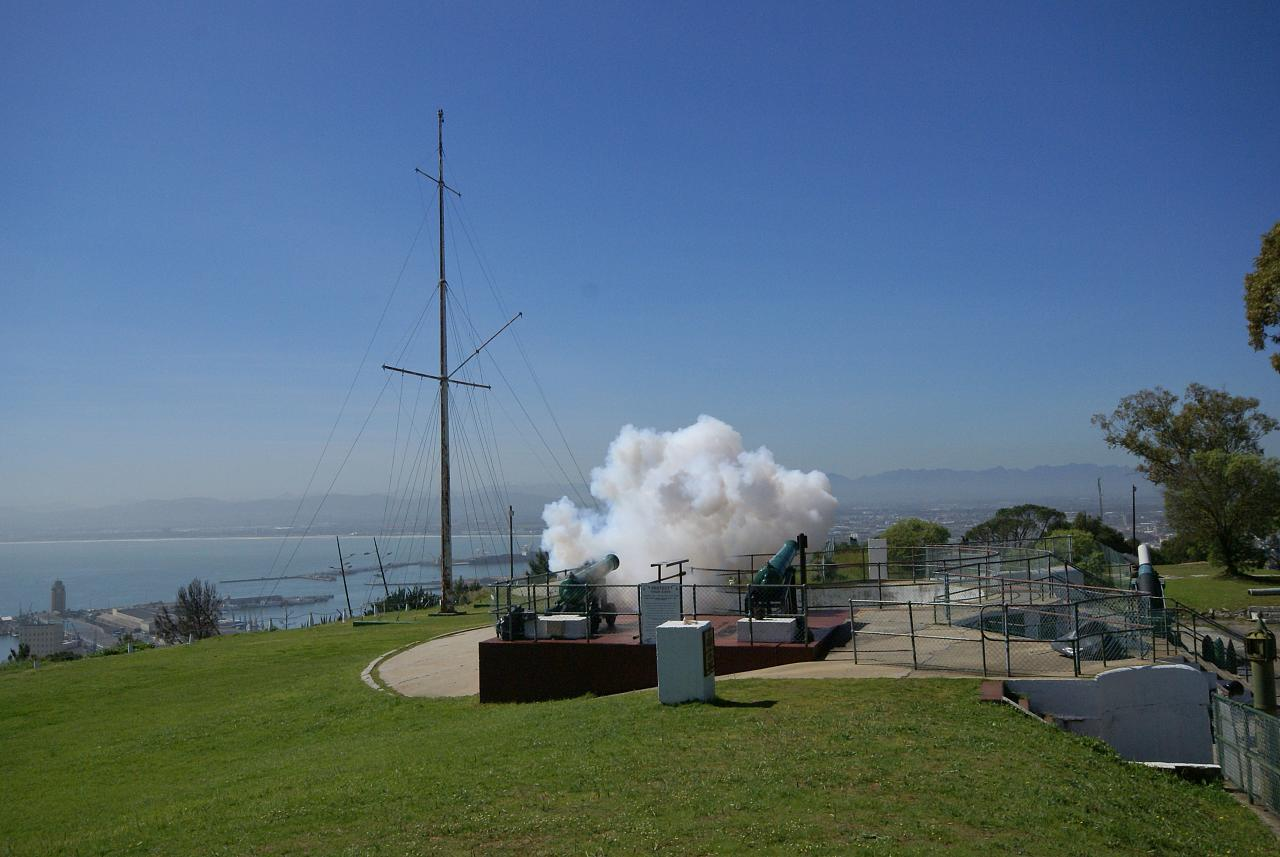
Noon Gun

Signal Hill (in afrikaans Seinheuwel) è una collina dalla sommità piatta che si trova all'interno del perimetro di Città del Capo, in Sudafrica, nei pressi della Testa di Leone e della Table Mountain. La collina era nota anche come The Lion's Rump, ma questo nome è in disuso. È nota soprattutto per il Noon Gun ("cannone di mezzogiorno"), e per la vista panoramica sulla città.

## Noon Gun
Per Cape Town, il Noon Gun è il simbolo storico della misurazione del tempo. Attivo dal 1806, oggi il cannone è telecomandato dall'orologio principale del South African Astronomical Observatory (la principale istituzione di misurazione del tempo in Sudafrica) e segna il mezzogiorno con un margine di errore dell'ordine del millesimo di secondo.
I due cannoni utilizzati sulla Signal Hill (quello principale e quello di rimpiazzo) sono pezzi originali dell'artiglieria portata dagli olandesi della VOC nel primo insediamento di Città del Capo, nel 1652. Furono comunque gli inglesi i primi a usarli come cannoni da segnalazione, a partire dal 1806, per annunciare l'arrivo di grandi navi o altri avvenimento di rilievo per la città. Originariamente erano piazzati nel cuore del centro cittadino; in seguito, a causa dell'eccessivo frastuono, furono spostati in collina. Il 4 agosto 1902 fu sparato il primo colpo di segnalazione da Signal Hill.
Oltre ad annunciare l'arrivo di navi, i cannoni venivano usati per segnalare il mezzogiorno. Più che per la cittadinanza, questo segnale era pensato per le navi, affinché potessero regolare i cronometri necessari per il calcolo della longitudine. Per una maggiore precisione, i naviganti si basavano sul fumo che usciva dalla bocca dal cannone più che sul suono.
La precisione nella segnalazione del mezzogiorno crebbe gradualmente nel tempo. L'invenzione del telegrafo galvanico consentì l'attivazione a distanza del cannone, e a partire dal 1864 il cannone di Signal Hill fu controllato dall'orologio principale del Capo, situato nel South African Astronomical Observatory.
Ancora oggi, i cannoni sparano a mezzogiorno (con l'eccezione di domenica e dei giorni festivi). Sono tenuti in funzione e curati dalla Marina Sudafricana.